# Ле-Мон-Дьё
Ле-Мон-Дьё (фр. Le Mont-Dieu) — коммуна во Франции, находится в регионе Шампань — Арденны. Департамент — Арденны. Входит в состав кантона Рокур-э-Флаба. Округ коммуны — Седан.
Код INSEE коммуны — 08300.
Коммуна расположена приблизительно в 200 км к северо-востоку от Парижа, в 75 км северо-восточнее Шалон-ан-Шампани, в 28 км к юго-востоку от Шарлевиль-Мезьера.

## Население
Население коммуны на 2008 год составляло 27 человек.
| 1962 | 1968 | 1975 | 1982 | 1990 | 1999 | 2008 |
| ---- | ---- | ---- | ---- | ---- | ---- | ---- |
| 28   | 42   | 34   | 27   | 29   | 24   | 27   |

## Администрация
| Период | Период | Фамилия      | Партия | Должность |
| ------ | ------ | ------------ | ------ | --------- |
| 1983   | 2005   | Андре Фошрон |        |           |
| 2005   |        | Анн Фрепон   |        |           |

## Экономика
В 2007 году среди 19 человек в трудоспособном возрасте (15—64 лет) 14 были экономически активными, 5 — неактивными (показатель активности — 73,7 %, в 1999 году было 86,7 %). Из 14 активных работали 14 человек (8 мужчин и 6 женщин), безработных не было. Среди 5 неактивных 4 человека были учениками или студентами, 1 — пенсионером, 0 были неактивными по другим причинам.

## Достопримечательности
- Шато-ферма Maison à Bar (XVII век). Исторический памятник с 1926 года.[3]
- Замок Ла-Барбье.
- Бывший картезианский монастырь Нотр-Дам (XVII век). Исторический памятник с 1927 года.[4]

## Фотогалерея
- Шато-ферма Maison à Bar
- Картезианский монастырь
- Карта коммуны